# Scharnhorst-Effekt
Der Scharnhorst-Effekt ist ein hypothetisches Phänomen, bei dem sich Lichtsignale zwischen zwei parallelen, leitenden Platten im Vakuum mit Überlichtgeschwindigkeit ausbreiten. Der Effekt wurde von Klaus Scharnhorst von der Humboldt-Universität zu Berlin und Gabriel Barton von der University of Sussex vorhergesagt. Sie zeigten mithilfe der Quantenelektrodynamik, dass der effektive Brechungsindex, bei niedrigen Frequenzen, im Raum zwischen den Platten weniger als 1 beträgt (was für sich genommen noch nicht Überlichtgeschwindigkeit bei der Signalübertragung impliziert). Sie konnten nicht zeigen, dass die Wellenfront die Lichtgeschwindigkeit c überschreitet (was Signalübertragung mit Überlichtgeschwindigkeit implizieren würde), sondern dass dies plausibel wäre.
Mit „Lichtgeschwindigkeit“ bzw. „Überlichtgeschwindigkeit“ ist hierbei die Geschwindigkeit des Lichts im gewöhnlichen, nicht begrenzten Vakuum gemeint.

## Erklärung
Nach der Quantenfeldtheorie ist der materiefreie Raum (Vakuum) mit virtuellen Teilchen gefüllt. Das ist das Phänomen der Vakuumfluktuation. Während sich ein Photon durch das Vakuum fortbewegt, wechselwirkt es mit den virtuellen Teilchen und es kann unter Umständen Paarbildung auftreten. Dabei entsteht ein Teilchen und sein Antiteilchen aus der Energie des Photons. Beispielsweise kann aus einem Photon passender Energie ein Elektron-Positron-Paar entstehen, das sich schnell wieder annihiliert, da es nicht stabil ist. Während die Energie des Photons in einem Teilchen-Antiteilchen-Paar vorliegt, kann die Energie nicht mit Lichtgeschwindigkeit reisen, daher wird die Lichtgeschwindigkeit im Vakuum verringert.
Eine Vorhersage, die aus dieser Behauptung folgt, ist, dass die Lichtgeschwindigkeit eines Photons im Vakuum erhöht ist, wenn es sich im Bereich zwischen zwei Casimir-Platten ausbreitet. Zwischen den beiden Platten sind nur bestimmte virtuelle Teilchen erlaubt. Die ausgeschlossenen virtuellen Teilchen haben eine zu große De-Broglie-Wellenlänge gegenüber dem Abstand der beiden Platten. Daher ist die effektive Dichte an virtuellen Teilchen im Bereich zwischen den Platten niedriger als außerhalb der Platten. Daher wird das Photon, das sich zwischen den Platten ausbreitet, mit weniger virtuellen Teilchen wechselwirken und sich daher schneller ausbreiten als ein Photon außerhalb der Platten. Der Effekt würde die Ausbreitungsgeschwindigkeit eines Photons erhöhen. Je enger die Platten beieinander sind, umso niedriger ist die Dichte der virtuellen Teilchen und umso höher ist die Lichtgeschwindigkeit.
Der Effekt sollte am größten sein, wenn sich das Photon senkrecht zu den Platten bewegt; bei Bewegung parallel zu den Platten sollte er hingegen gar nicht auftreten.
Der vorhergesagte Effekt ist jedoch minimal. Ein Photon, das sich zwischen beiden Platten ausbreitet, die einen Mikrometer Abstand zueinander haben, würde seine Geschwindigkeit nur um 10−36 c erhöhen. Diese Änderung der Lichtgeschwindigkeit ist mit heutiger Technik nicht messbar.